# Dolichurus corniculus
Dolichurus corniculus là một loài côn trùng cánh màng trong họ Ampulicidae, thuộc chi Dolichurus. Loài này được Spinola miêu tả khoa học đầu tiên năm 1808.